# Дом фарфора
«Дом Фарфора» — сеть магазинов, посвященных теме фарфора, декору стола и интерьера.

## История
Первый магазин с названием «Дом Фарфора» был открыт в 1965 году. Он входил в состав своеобразного торгового центра площадью почти 12 тысяч квадратных метров вместе с магазинами «Дом ткани», «Дом обуви», «Тысяча мелочей» и другими.
Магазин «Дом Фарфора» специализировался на продаже изделий из советского фарфора, был создан по проекту архитектора Г. Я. Чалтыкьяна и инженера Е. А. Суслова и разделен на шесть залов. В отдельных залах продавались изделия Дулевского фарфорового завода, Ленинградского фарфорового завода имени Ломоносова (сейчас — Императорский фарфоровый завод), Дмитровского завода. Один торговый зал был предоставлен Конаковскому, Кузяевскому и Первомайскому заводам. В пятом зале продавались изделия из стекла и хрусталя. Последний зал был выставочным. В нём предприятия, выпускающие свою продукцию, могли демонстрировать будущие изделия.

## Деятельность
На 2013 год в сеть магазинов «Дом Фарфора» входит шесть магазинов, расположенных в Москве и ближайшем Подмосковье.
В России «Дом Фарфора» является официальным представителем хрустального бренда Moser, эксклюзивным импортером фарфора Meissen и Lenox.

## Логотип
Во времена Советского Союза логотип компании состоял из двух слов «Дом Фарфора», разделенных между собой большой буквой «Ф», выделенной красным цветом.
Другой логотип сохранил целостность слов «Дом Фарфора». Шрифт в этом логотипе отличается закруглёнными краями у нижних и верхних выносных элементов букв. Сейчас логотип в таком виде представлен в виде названия магазина в ТРК «Европейский». Цвет: белый. Контур букв: чёрный.
Последний разработанный логотип представляет собой белую букву «Ф» на синем фоне с надписью внизу «ДОМ ФАРФОРА».